# Farah iráni császárné
Farah (Teherán, 1938. október 14. –), született Farah Diba, perzsául: فرح دیبا, Mohammed Reza Pahlavi iráni sah harmadik felesége, Irán első császárnéja. 1966-ban és 1978-ban hivatalos látogatáson a férjével Magyarországon is járt.
Teheránban született Farah Dibaként, szülei egyetlen gyermekeként. Édesapját már gyermekkorában elvesztette.
Apja révén a családja Irán Azerbajdzsán nevű tartományából származott. A családnév, Diba jelentése selyem, mely onnan ered, hogy egyik ősüknek szokása volt selyemruhákba öltözni. Szejjed cím birtokosa is volt, hiszen Mohamed próféta leszármazottja is volt annak lánya, Fatima révén. A mai Azerbajdzsán Köztársaságban számon tartották az iráni császárné származását.
Felsőfokú tanulmányait Párizsban végezte, az École Spéciale d'Architecture építészeti főiskolán, ahol csak a második évig jutott, mert közbeszólt a nagypolitika.
A sah érdeklődését annak veje, Ardesir Zahedi keltette fel a párizsi diáklány iránt. Zahedi meghívta teára Diba kisasszonyt, ahol a felesége, ekkoriban még a sah egyetlen gyermeke, a későbbi császárnénál két évvel fiatalabb Sahnaz hercegnő látta vendégül. A sah ekkor már friss és fiatal nagypapa volt, és mindössze 40 éves. Farah és Sahnaz hercegnő között szívélyes kapcsolat alakult ki, és a császárné és „mostohalánya” között mindig is jó viszony volt. A sah és Farah 1959. december 21-én házasodtak össze. 1961. március 20-án férje a „sáhbánu” (császárné) címet adományozta számára, és az 1967. október 26-ai közös koronázásukon a sah előbb saját magát koronázta meg, majd a császárné fejére helyezte a koronát.
A sah feleségeként Farah támogatta az iráni művészeteket. Számos rendezvényt szervezett, ezek közül a legismertebb a Siráz Művészeti Fesztivál, melyet 1967-ben tartottak. A császárné emellett több múzeumot is pártfogolt, és nagy szerepet vállalt a külföldre került iráni műtárgyak visszavásárlásában. Nyelvtudása is páratlan volt, és szeretett nyelveket tanulni. A perzsán kívül anyanyelvi szinten beszélt franciául, de megtanult angolul, és mikor már Mexikóban voltak száműzetésben, spanyolul is elkezdett tanulni. Oroszul is jól értett.
1979. január 16-án követte férjét a száműzetésbe, amikor a mullahok átvették a hatalmat Iránban. Egyiptomba menekült családjával, és miután Mohammed Reza sah 1980. július 27-én meghalt, Farah császárné és gyermekei még közel két évet töltöttek Egyiptomban. Anvar Szadat egyiptomi elnök meggyilkolása után a sahi család a Massachusetts állambeli Williamstown városában telepedett le, később átköltöztek a Connecticut-beli Greenwichbe. A császárné a fiatalabbik leánya, Lejla 2001-ben önkezével véghez vitt halála után a marylandi Potomacban vásárolt házat magának, hogy közelebb lehessen Washingtonban élő fiához. Emlékiratait 2003-ban adták ki. Négy gyermeke közül kettőt elvesztett, hiszen kisebbik lánya halála után a kisebbik fia, Ali Reza Pahlavi szintén öngyilkosságot követett el 2011. január 4-én. Ma ő az egyik legaktívabb támogatója az iráni royalistáknak.

## Származása
Apja Szohrab Diba (1901–1947), akinek a családja Irán Azerbajdzsán nevű tartományából származott. A családnév, Diba jelentése selyem, mely onnan ered, hogy egyik ősüknek szokása volt selyemruhákba öltözni. Szejjed cím birtokosa is volt, hiszen Mohamed próféta leszármazottja is volt annak lánya, Fatima révén. „A papok pedig azt mondták, amikor megtudták, hogy Szejjed vagyok, a Próféta leszármazottja: a király a Próféta veje lett azáltal, hogy engem vett feleségül.” Apai nagyapja diplomata volt Hollandiában és az akkoriban az cári Oroszországhoz tartozó Tbilisziben, aki az anyanyelvén a perzsán kívül beszélt oroszul, franciául és hollandul. Farah még ismerhette ezt a nagyapját, hiszen négyéves volt, mikor az 1942-ben meghalt. Nagyapja érdeklődött a művészetek és a régészet iránt, és egy katalógust készített az akkoriban orosz múzeumok gyűjteményében található iráni alkotásokról, melyet Farah császárnénak is megmutattak, mikor Leningrádban az Ermitázsban járt. Apja Leningrád elődjében, Szentpétervárott a kadétiskolában, az Alekszandrovszkij Kadetszkij Korpusz-ban tanult, amelyet az 1917-es forradalom idején bezártak. „Apám egy franciául és oroszul folyékonyan beszélő diplomata fia volt, és tizenkét éves korában a szentpétervári kadétiskolába küldték az öccsével, Balrámmal együtt.” Ezután Franciaországba került, ahol beiratkozott a Sorbonne-ra. Az egyetemen jogi diplomát szerzett, majd a Saint-Cyr-i katonai akadémián folytatta tanulmányait. Perzsául, oroszul és franciául beszélt. „Minden arra ösztökélt, hogy jómagam is megtanuljak oroszul”, írta az emlékirataiban Farah. Apja jogtanácsos volt a hadseregben, és a második világháború alatt a jugoszláv nagykövetségen dolgozott. A mai Azerbajdzsán Köztársaságban számon tartották az iráni császárné származását. „Aztán átmentünk Bakuba, a mi Azerbajdzsán tartományunkkal szomszédos Szovjet-Azerbajdzsán fővárosába. A szovjet-azeriek tudták, hogy apám erről a vidékről származott, és éreztem, hogy ettől különleges, rokoni érzés támad közöttünk.” Anyja Farideh Ghotbi (1921 – 2000. december 12.), akinek a családja a Kaszpi-tenger mellől, Gilán tartományból származott, ahol Farah gyermekkorában a nyarakat is töltötte. A rövid életű Giláni Szovjet Köztársaság idején költöztek Farah nagyszülei Teheránba.

## Élete

Farah császárné címere

Teheránban született, Farah Dibaként, szülei egyetlen gyermekeként. Édesapját, akinek hasnyálmirigyrákja volt, már gyermekkorában elvesztette. Apja halálát sokáig eltitkolták előle, hiszen apja kedvence volt, aki európai neveltetése folytán a keleti hagyományokkal ellentétben nem bánkódott, hogy csak lánya született. Nagy szeretettel és aggodalommal vette körül, amíg élt. Elődjéhez, Szoraja iráni királynéhoz hasonlóan fiús kislány volt, erre a fiús vonásra maga is utalt az emlékirataiban, kiemelve, hogy nagyon szeretett fára mászni.
Felsőfokú tanulmányait Párizsban végezte, az École Spéciale d'Architecture építészeti főiskolán, ahol csak a második évig jutott, mert közbeszólt a nagypolitika. A sahot, a későbbi férjét 1946-ban látja először, amikor az Azerbajdzsánból visszatérő király keresztülhajtott Teheránon, és az utcájukon is keresztülmegy. Farah az autószerelő műhely tetejéről nézte az iráni uralkodót. Másodszor Párizsban látta, és itt már személyesen is találkozhatott vele az iráni nagykövetségen 1959. május 29-én. Itt mutatták be későbbi férjének, az akkoriban elvált iráni sahnak. Farah élénken emlékezetébe véste ezt az első találkozót, de a sah nem emlékezett rá, ahogy a császárné fogalmazott, nem első látásra szerelem volt egyikőjük részéről sem. A sah érdeklődését annak veje, Ardesir Zahedi, Fazlollah Zahedi iráni miniszterelnök fia keltette fel a párizsi diáklány iránt, akivel Farah nagybátyja, Eszfandijár Diba, a király kamarása, szárnysegédje és parlamenti képviselő hozott össze egy találkozót unokahúga párizsi ösztöndíja ügyében, mely már két éve a levegőben lógott. Zahedi meghívta teára Diba kisasszonyt, ahol felesége, ekkoriban még a sah egyetlen gyermeke, a későbbi császárnénál két évvel fiatalabb Sahnaz hercegnő látta vendégül. A sah ekkor már friss és fiatal nagypapa volt, és mindössze 40 éves. Farah és Sahnaz hercegnő között szívélyes kapcsolat alakult ki, és a császárné és „mostohalánya” között mindig is jó viszony volt, és Farah különösen szerette Sahnaz hercegnő legidősebb lányát, az ekkor még egyéves Mahnaz Zahedit. A beszélgetés közepette hirtelen és Farah számára váratlanul megjelent a császár, és egy időre magukra hagyták a „fiatalokat”, hogy a sah közelebbről is megismerhesse egyelőre még nem 100%-os jövendőbelijét. Ezután még néhányszor találkoztak, Farahnak fürdőruhában is meg kellett mutatnia magát, mikor a sah úszni hívta a palotába, hogy alaposabban szemügyre vehesse, ki az, aki megszülheti a várva várt trónörököst. Az anyakirálynénak is bemutatták, és a mindig kritikus és két menyet már „elpusztított” jövendőbeli anyósára jó benyomást tett szerény viselkedése. A sahot is a szerénysége és a segítőkészsége vette le a lábáról. Később bevallotta feleségének, hogy a sürgető párizsi visszaút késztette gyors döntésre. 1959. december 21-én házasodtak össze. 

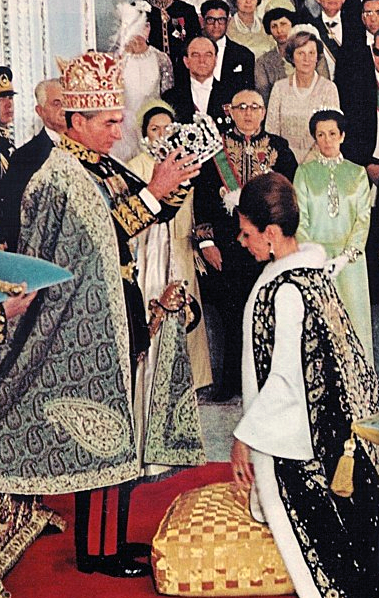
A megkoronázandó 1967-ben

1961. március 20-án férje a „sáhbánu” (császárné) címet adományozta számára, és az 1967. október 26-ai közös koronázásukon a sah előbb saját magát koronázta meg, majd a császárné fejére helyezte a koronát. Egy évvel korábban, 1966-ban a császárné megkapta a régensi címet is arra az estre, ha a sah meghalna, még mielőtt a fia a 21. életévébe lépne. A sors fintora szerint három hónapra valóban régensnő lett a fia nevében a férje halála után, ameddig nem töltötte be az immár II. Reza sah a 20. életévét, és így belépett a 21.-be, de ez már csak puszta formalitás volt, hiszen addigra a sah hatalma már rég összeomlott, és a trón se létezett, amire ülhetett volna az egykori trónörökös.
1966. szeptember 7-étől 13-áig hazánkban tartózkodott a sah és felesége első magyarországi látogatásukon.
A sah feleségeként Farah támogatta az iráni művészeteket. Számos rendezvényt szervezett, ezek közül a legismertebb a Siráz Művészeti Fesztivál, melyet 1967-ben tartottak. A császárné emellett több múzeumot is pártfogolt, és nagy szerepet vállalt a külföldre került iráni műtárgyak visszavásárlásában. A határon túli perzsák sorsa is érdekelte, és Tádzsikisztánba is ellátogatott, mikor a Szovjetunióban járt. „Az út során meglátogattuk Tádzsikisztán fővárosát, Dusanbét, amely nagyon érdekelt, mert a tádzsikok perzsául beszélnek.” Nyelvtudása is páratlan volt, és szeretett nyelveket tanulni. A perzsán kívül anyanyelvi szinten beszélt franciául, hiszen szülei francia iskolába íratták, a már említett orosz nyelvet is jól beszélte, de megtanult angolul, és mikor már Mexikóban voltak száműzetésben, spanyolul is elkezdett tanulni. Az oroszhoz fűződő viszonyáról még szokásos szerénységével ezt mondja: "Csiszolgattam az orosznyelv-tudásomat, és mivel jó kiejtésem volt, az emberek úgy hitték, értek mindent, ez azonban sajnos túlzásnak bizonyult.
1970-ben ő is részt vett az egy évvel később megtartott perszepoliszi parti megrendezésében, amelynek keretében a Perzsa Birodalom fennállásának 2500. évfordulóját ünnepelték. Az ünnepség viszont a túlzott költségek miatt fokozta a nép elégedetlenségét és a monarchiával való ellenszenvét.
1978. május 19. és május 22. között másodszor is Magyarországon vendégeskedett az iráni uralkodópár. A sahot az ELTE Állam- és Jogtudományi Karán, míg Farah császárnét az egyetem Bölcsészettudományi Karán díszdoktorrá avatták.
1979. január 16-án követte férjét a száműzetésbe, amikor a mullahok átvették a hatalmat Iránban. Egyiptomba menekült családjával; Mohammed Reza sah 1980. július 27-én meghalt. Farah császárné és gyermekei még közel két évet töltöttek Egyiptomban, a kormány által biztosított otthonukban. Anvar Szadat egyiptomi elnök meggyilkolása után a sahi család a Massachusetts állambeli Williamston városában telepedett le, később átköltöztek a Connecticut-beli Greenwichbe. A császárné leánya, Lejla 2001-ben bekövetkezett halála után a marylandi Potomacban vásárolt házat magának, hogy közelebb lehessen Washingtonban élő fiához. Emlékiratait 2003-ban adták ki. Ma ő az egyik legaktívabb támogatója az iráni royalistáknak.

## Gyermekei
- Férjétől, Mohamed Reza Pahlavi (1919–1980) iráni sahtól, 4 gyermek:
  - Reza Kürosz Pahlavi[13] (1960. október 31. –), II. Reza néven Irán címzetes császára és a Pahlavi-dinasztia feje az apja halála (1980) után, felesége Yasmine Etemad-Amini (1968. július 26. –), 3 leány:
    - Núr (1992. április 3. –) hercegnő
    - Iman (1993. szeptember 12. –) hercegnő
    - Farah (2004. január 17. –) hercegnő

  - Farahnáz Pahlavi (1963. március 12. –) hajadon
  - Ali Reza Pahlavi (1966. április 28. – 2011. január 4.) nem nősült meg, 1 utószülött leány házasságon kívüli kapcsolatából, Raha Didevar úrhölgytől:,[14] öngyilkosságot követett el,[15]
    - Irjana Lejla (2011. július 26. –)

  - Lejla Pahlavi (1970. március 27. – 2001. június 10.) nem ment férjhez, gyermekei nem születtek, öngyilkosságot követett el

## Könyve
- Pahlavi, Őfelsége Farah: A sah felesége. Az utolsó iráni császárné emlékiratai [ford. Pacskovszky Zsolt, a perzsa neveket Németh Ágnes ellenőrizte], Budapest, Ulpius-ház Könyvkiadó, 2004. ISBN 963-9475-87-4 (eredeti kiadás: F. P.: Mémoires, XO Éditions, Paris, 2003.)

## Külső hivatkozások
- A császárné hivatalos honlapja (angolul), (perzsa) (Hozzáférés: 2014. november 10.)
- Christopher Buyers: The Royal Ark/Iran/The Pahlavi Dynasty (3) (Hozzáférés: 2014. november 10.)

| Előző Szoraja (királyné) | Iráni császárné 1959 – 1979 | Következő a császárság megszűnte |